# Brzoza (Wieluń)
Pour les articles homonymes, voir Brzoza.
Brzoza est une localité polonaise de la gmina de Biała, située dans le powiat de Wieluń en voïvodie de Łódź.